# Andreas Singler
Andreas Singler (* 1961 in Lahr/Schwarzwald) ist ein Sportwissenschaftler, Japanologe und Journalist aus Mainz.

## Werdegang
Andreas Singler betrieb als aktiver Sportler Fußball, Handball und Leichtathletik. Sein Studium der Sportwissenschaften an der Universität Mainz schloss er mit dem Diplom ab. 2011 wurde Singler mit einer Dissertation zum Thema „Doping und Enhancement“ am Institut für Bewegungsbildung & Bewegungsforschung der Universität Würzburg promoviert. Zudem absolvierte er ein Japanologie-Studium an der Universität Frankfurt.

### Japanologische Arbeiten
Seine japanologischen Schwerpunkte stellen die Anti-Atomkraft-Bewegung und die olympiakritischen Diskurse im Hinblick auf Tokyo 2020 dar. Eine Monographie über die japanische Anti-Atomkraft-Bewegung mit dem Titel „Sayonara Atomkraft. Proteste in Japan nach 'Fukushima'“ erschien im Berliner Verlag Ernst Brandt anlässlich des 7. Jahrestages der Dreifachkatastrophe vom 11. März 2011. Eine wissenschaftliche Abschlussarbeit an der Universität Frankfurt, an der er seine Arbeiten auch präsentierte, verfasste Singler Ende 2017 zum Thema „Olympia 2020 in Tokyo. Kritische Diskurse repräsentativer Akteure und Gruppierungen.“ Ende August 2019 publizierte er den daraus entstandenen Band „Tôkyô 2020: Olympia und die Argumente der Gegner“. In der 2. Auflage des Buches enthüllte Singler kurz vor den Olympischen Spielen unter Verweis auf eine japanische Quelle, dass mit Yoshihide Suga und Yoshiro Mori gleich zwei zeitweilige Ministerpräsidenten Japans in den mutmaßlichen Bestechungsskandal um die Vergabe der für 2020 geplanten und 2021 ausgetragenen Olympischen und Paralympischen Spiele in Tokyo verwickelt gewesen sein sollen.
Seit Ende der 1980er-Jahre beschäftigt sich Singler wissenschaftlich und journalistisch mit dem Thema Doping. Er war u. a. als freier Mitarbeiter am Zentrum für Dopingprävention der Pädagogischen Hochschule Heidelberg tätig. Bereits 2000 wiesen Singler und Treutlein in einer Studie nach, dass die Rekordentwicklung in den Kraftsportarten zwischen 1960 und 1990 wesentlich durch die Einnahme anaboler Steroide beeinflusst und dass die internationale Leistungsentwicklung in vielen Bereichen bereits 1976 deshalb weitgehend abgeschlossen war.

### Arbeiten als Mitglied der Evaluierungskommission Freiburger Sportmedizin
Von 2012 an war Singler eines von bis zu acht Mitgliedern der Evaluierungskommission Freiburger Sportmedizin und verfasste federführend mehrere wissenschaftliche Gutachten zur Geschichte und Soziologie des sportmedizinischen Dopings an Universität und Universitätsklinikum Freiburg u. a. im Zusammenhang mit der Dopingaffäre Team Telekom. 2015 trat Singler aus der Evaluierungskommission zurück, Hintergrund waren interne Konflikte mit der Kommissionsleiterin Letizia Paoli, die zu einer eigenmächtigen Veröffentlichung zu „Systematischen Manipulationen im Radsport und Fußball“ geführt hatten. Singler kam bei seinen Untersuchungen zum Doping im Profiradsport zu dem Schluss, Doping habe offenbar zum „Gründungsauftrag“ des Teams Telekom gehört.
2017 kam es nach gescheiterten Verhandlungen um ausstehende Honorarzahlungen zum Bruch zwischen Singler und der Universität Freiburg. Gegen die Veröffentlichung des Gutachtens zu Joseph Keul durch die Universität Freiburg stellte Singler bei der Staatsanwaltschaft Freiburg Strafanzeige gegen den Rektor der Universität. Die Universität hatte sich das Gutachten „hintenherum“ gegen den Willen des Autors über Journalisten besorgt und aus Sicht des Autors rechtswidrig veröffentlicht. Daraufhin wurde ein Ermittlungsverfahren gegen den Rektor eröffnet. Die fertigen Gutachten veröffentlicht Singler (s. u.) inzwischen auf seiner Website.

## Werke

### Monographien
- mit Steffi Richter, Dorothea Mladenova: NOlympics. Tōkyō 2020/21 in der Kritik. Leipziger Universitätsverlag 2020. ISBN 978-3-96023-347-3
- Tôkyô 2020: Olympia und die Argumente der Gegner. BoD Verlag Norderstedt 2019 (2. erw. Aufl. 2021). ISBN 978-3-7448-0232-1
- Sayonara Atomkraft. Proteste in Japan nach Fukushima. Reportagen, Interviews, Übersetzungen 2012 bis 2017. EBVerlag Berlin 2018. ISBN 978-3-86893-261-4
- Doping und Enhancement. Interdisziplinäre Studien zur Pathologie gesellschaftlicher Leistungsorientierung. In: Würzburger Beiträge zur Sportwissenschaft, Band 6. Dissertation Cuvillier Verlag Göttingen 2012. ISBN 978-3-86955-672-7
- Dopingprävention: Anspruch und Wirklichkeit Shaker Verlag Aachen 2011 ISBN 978-3-8440-0591-2
- mit Gerhard Treutlein: Doping – von der Analyse zur Prävention Meyer & Meyer 2. Auflage 2010 ISBN 978-3-89124-665-8 (eingeschränkte Vorschau)
- mit Fritz Dannenmann und Ralf Meutgens: Sportpädagogik als humanistische Herausforderung. Festschrift zum 70. Geburtstag von Prof. Dr. Gerhard Treutlein. Aachen: Shaker Verlag 2011. ISBN 978-3-8322-9798-5
- mit Gerhard Treutlein, Nicole Arndt: Sport ohne Doping! Argumente und Entscheidungshilfen für junge Sportlerinnen und Sportler sowie Verantwortliche in deren Umfeld Deutsche Sportjugend im DOSB (Hrsg.) 5. Auflage 2008 ISBN 978-3-89152-485-5
- mit Gerhard Treutlein: Doping im Spitzensport Meyer & Meyer 4. Auflage 2007 ISBN 978-3-89899-192-6 (eingeschränkte Vorschau)

### Aufsätze
- „Atomkraft und Mensch können nicht koexistieren“. Zum Stand der Anti-Atom-Bewegung in Japan. In: iz3w (Informationszentrum 3. Welt) Nr. 384 (Mai/Juni 2021), S. 13–15. ISSN 1614-0095.
- „Seika“ – „Heiliges Feuer“: Wie im Japanischen das Nazi-Wort für das olympische Feuer weiterlebt. Blogbeitrag vom 25. März 2021, Zugriff unter: https://andreas-singler.jimdo.com/blog/tokyo-2020/
- Stimmen aus der Elektrizitätskolonie. Atomkraft, Fukushima und die „Wiederaufbau-Spiele“. In Steffi Richter et al. (Hrsg.), NOlympics. Tōkyō 2020/1 in der Kritik. Leipzig: Universitätsverlag Leipzig, S. 137–166. ISBN 978-3-96023-347-3
- Rinriteki ni naritatanu „heiwa riyô“. Doitsu no datsugenpatsu no haikei o saguru [Der ethisch nicht tragende „friedliche Gebrauch (von Atomkraft)“. Den Hintergrund des deutschen Atomausstiegs erkunden]. Journalism no. 357 (2/2020). Tôkyô: Asahi Shinbun-sha (Übersetzung ins Japanische Yoshida Akiko), S. 12–19.
- Hilfsprojekte für Kinder und Jugendliche aus Fukushima: Das Beispiel der NPO EarthWalkers – Nichtgewinnorientierte Organisationen in Japan als Instrument zivilgesellschaftlichen Engagements. In Lisette Gebhardt u. Michael Kinski (Hrsg.), Nukleare Narrationen. Kinder im Atomzeitalter – Berichte, Befunde, Bilder. EB-Verlag Berlin 2019, S. 318–330. ISBN 978-3-86893-232-4
- Bad for Fukushima, bad for Democracy. Play the Game, 7. August 2019, abgerufen am 22. Dezember 2024.
- Doping prevention – demands and reality. Why education of athletes is not enough. In: Verner Møller, Ivan Waddington, John Hoberman: Routledge Handbook of Drugs and Sport. Routledge Oxon/New York 2015. S. 239–248. ISBN 978-1-134-46412-8 (eingeschränkte Vorschau)
- Die Wahrheit eines Soloartisten – Der Anti-Atomkraft-Aktivist Yamamoto Tarô. Ein Kurzportrait. In: Lisette Gebhardt und Steffi Richter (Hrsg.): Lesebuch ‚Fukushima’. Übersetzungen, Kommentare, Essays. EB Verlag Berlin 2013, S. 326–331. ISBN 978-3-86893-103-7
- Der Traum vom Ende der Ermüdung: Medizinische Dopingdiskurse im Kontext moderner Risikoentwicklungen. In: Ada Borkenhagen und Elmar Brähler (Hrsg.): Die Selbstverbesserung des Menschen. Wunschmedizin und Enhancement aus medizinpsychologischer Perspektive. Psychosozial-Verlag Gießen 2012. S. 113–133. ISBN 978-3-8379-2183-0 (eingeschränkte Vorschau)
- Zur Pathologie der Leistung: Körperbasierte Aktivitäten, Doping und Medikamentenmissbrauch in Gesellschaft und Sport. In: Toshiyuki Ichiba (Hrsg.): Das 7. Deutsch-Japanische Sportwissenschaftliche Symposium „Japan und Deutschland in der Globalisierung des Sports und der Sportwissenschaft“. Hilltop Press Tokyo, 2012 S. 39–53. ISBN 978-4-904698-03-7
- Dopingprävention auf Landesebene: Aktivitäten, Einstellungen und Wahrnehmungen bei Sportfunktionären rheinland-pfälzischer Fachverbände. In: Fritz Dannenmann, Ralf Meutgens u. Andreas Singler (Hrsg.): Sportpädagogik als humanistische Herausforderung. Festschrift zum 70. Geburtstag von Prof. Dr. Gerhard Treutlein. Shaker Verlag Aachen 2011 S. 257–267. ISBN 978-3-8322-9798-5
- Der Tod ist irreversibel. Vor 20 Jahren starb die deutsche Siebenkämpferin Birgit Dressel – hat der Spitzensport daraus gelernt? In: Neue Zürcher Zeitung 7. April 2007
- mit Gerhard Treutlein: Profiradsport und die Zwangsläufigkeit des Dopings. In: Ralf Meutgens (Hrsg.): Doping im Radsport. Delius Klasing Verlag Bielefeld 2007 S. 84–94.
- Wie denken Verführer? – Warum Dopingprävention ohne Wissen um die Psychologie des Täters nicht auskommt. In: Wolfgang Knörzer, Giselher Spitzer und Gerhard Treutlein (Hrsg.): Dopingprävention in Europa. Meyer & Meyer Aachen 2006, S. 147–152. ISBN 978-3-89899-196-4
- Der Journalist als Teil des Dopingproblems. In: Wolfgang Knörzer, Giselher Spitzer und Gerhard Treutlein (Hrsg.): Dopingprävention in Europa. Meyer & Meyer Aachen 2006, S. 72–73. ISBN 978-3-89899-196-4
- Die „praktische Toleranz“ im Spitzensport. 1976 bewiesen bundesdeutsche Ärzte ihre Dopingbereitschaft mit kurzzeitiger Anabolika-Freigabe. Neue Zürcher Zeitung, 12. Oktober 2006
- Olympia: Erwarten wir zu viel von der „Muskelreligion“? Psychologie Heute, 9/2004, 44 – 49.
- mit Gerhard Treutlein: Verantwortung als Prinzip und Problem: Zum Phänomen des Dopings aus ethischer und pädagogischer Sicht In: Thorsten Lorenz, Albrecht Abele (Hrsg.): Pädagogik als Verantwortung: Zur Aktualität eines unmodernen Begriffs. Deutscher Studien Verlag Weinheim 1998 ISBN 3-89271-840-7
- mit Gerhard Treutlein: Leistungssport: Möglichkeiten der Kurskorrektur für eine Dopingprävention In: Rüdiger Nickel, Theo Rous: Das Anti-Doping-Handbuch: Grundlagen. Band 1, S. 266ff, Meyer & Meyer 2009 ISBN 978-3-89899-423-1 (eingeschränkte Vorschau)

### Gutachten und Studien
- Wissenschaftliche Gutachten im Auftrag der Albert-Ludwigs-Universität Freiburg.
  - Armin Klümper und das bundesdeutsche Dopingproblem: Strukturelle Voraussetzungen für illegitime Manipulationen, politische Unterstützung und institutionelles Versagen. Mainz 2015.
  - Joseph Keul: Wissenschaftskultur, Doping und Forschung zur pharmakologischen Leistungssteigerung. Mainz 2015 (aktualisierte Fassung Juni 2017).
  - Systematische Manipulationen im Radsport und Fußball. Wissenschaftliches Gutachten zu neuen Erkenntnissen zum Doping in der Bundesrepublik Deutschland im Zusammenhang mit dem Wirken von Armin Klümper. Mainz 2015 (letzte Ergänzungen April 2017).
  - Doping beim Team Telekom/T-Mobile: Wissenschaftliches Gutachten zu systematischen Manipulationen im Profiradsport mit Unterstützung Freiburger Sportmediziner Mainz 2015.[17]
  - Herbert Reindell als Röntgenologe, Kardiologe und Sportmediziner: Wissenschaftliche Schwerpunkte, Engagement im Sport und Haltungen zum Dopingproblem Mainz 2014.
- Sonstige wissenschaftliche Gutachten
  - Dopingprävention auf Landesebene: Aktivitäten, Einstellungen und Wahrnehmungen bei Sportfunktionären rheinland-pfälzischer Fachverbände im Auftrag des Landessportbund Rheinland-Pfalz sowie des Ministeriums des Innern und für Sport Rheinland-Pfalz Mainz 2009.
  - Doping und Medikamentenmissbrauch in Sport und Beruf. Soziologische und psychologische Aspekte des Dopings und ihr Projektionspotential für das Enhancementproblem. im Auftrag des Büro für Technikfolgen-Abschätzung beim Deutschen Bundestag (TAB). Mainz 2010.[18]